# Dogato
Dogato (Al Dugá in dialetto ferrarese) è una frazione del comune di Ostellato, in provincia di Ferrara.
È situata a ovest del capoluogo comunale, da cui dista 4,2 km.

## Società
La frazione è sede di un mercato settimanale, che si svolge ogni martedì mattina.

## Monumenti e luoghi d'interesse
- Chiesa dei Santi Filippo e Giacomo Apostoli. La presenza di una chiesa intitolata ai santi Giacomo e Filippo è attestata già in un documento del 6 agosto 1262, conservato presso l'Archivio Storico Arcivescovile di Ravenna. Non è nota la data di erezione a parrocchia: certamente la chiesa aveva già ottenuto tale intitolazione il 19 aprile 1567, data della visita pastorale del cardinale Giulio Della Rovere. Lo stesso cardinale avrebbe fatto edificare, nel 1575, una nuova chiesa a Dogato. Nel 1786 ebbero inizio i lavori di costruzione di una nuova chiesa parrocchiale, collocata in prossimità dell'antica, ma con il fronte sulla strada; la chiesa fu aperta al pubblico il 1 gennaio 1788. La chiesa andò distrutta nei bombardamenti del 18 aprile 1945; fu ricostruita nel 1950 e consacrata il 18 giugno 1953 dall'arcivescovo di Ravenna monsignor Egidio Negrin.[2]

## Infrastrutture e trasporti

### Strade
Dogato è attraversata dalla Strada statale 495 di Codigoro. La frazione dista inoltre poche centinaia di metri dall'uscita Rovereto del Raccordo autostradale 8 (superstrada Ferrara-mare).

### Ferrovie
La stazione di Dogato, posta a est dell'abitato, si trova sulla ferrovia Ferrara-Codigoro, servita da treni regionali di Trenitalia Tper.
È inoltre capolinea della ferrovia Portomaggiore-Dogato, su cui l'esercizio ferroviario è sospeso dal 18 giugno 2017.